# Final Fantasy X
A Final Fantasy X egy szerepjáték, melyet a Square fejlesztett ki és jelentetett meg, mint a Final Fantasy sorozat tizedik fő része. Eredetileg 2001-ben jelent meg a PlayStation 2-re, majd újrakiadásra került Final Fantasy X/X-2 HD Remaster formájában a PlayStation 3-ra és PlayStation Vitára 2013-ban, a PlayStation 4-re 2015-ben, Windowsra 2016-ban, valamint a Nintendo Switchre és az Xbox One-ra 2019-ben. A játék az, amelyben a Final Fantasy sorozat áttért a teljesen előre renderelt hátterekről a teljesen háromdimenziós területekre (bár néhány terület még mindig előre volt renderelve), és ez az első a sorozatban, amely hangszínészt alkalmaz. A Final Fantasy X leváltja az Active Time Battle (ATB) rendszert a "Conditional Turn-Based Battle" (CTB) rendszerrel, és egy új szintezési rendszert használ, amit a "Sphere Grid"-nek neveznek.
A Final Fantasy X története a Spira fantáziavilágában játszódik, mely a Csendes-óceán déli vidékét érintő Thaiföldi és Japán hatások alatt áll. A játék fő fókusza egy kalandor csoport körül összpontosul, akik azon igyekeznek, hogy legyőzzék a "Sin" néven ismert tomboló szörnyet. A játékos főszereplője Tidus, a kitalált villámlabda sztársportolója, aki Spira városában találja magát, miután Sin megtámadta szülővárosát, Zanarkandot. Tidus hamarosan Yunának, az ő eltűnt apja, Jecht valódi kilétének felfedezése után, gyámja lesz, hogy elpusztítsa Sint.
A Final Fantasy X fejlesztése 1999-ben kezdődött, több mint $32,3 millió költségvetéssel (2022-ben $56,7 millió) és több mint 100 fős csapattal. Ez volt az első játék a fő sorozatban, amelyet nem teljesen Nobuo Uematsu szerzett; Masashi Hamauzu és Junya Nakano Uematsu zeneszerzőtársaikként vettek fel. A Final Fantasy X kritikai és kereskedelmi siker volt, világszerte több mint 8,5 millió példányt értékesítettek a PlayStation 2 platformon. A játékot az egyik legnagyobb videojátéknak tartják minden idők során. Ezt követte a Final Fantasy X-2, amelyet 2003 márciusában adtak ki, így ez lett az első olyan Final Fantasy játék, amelynek közvetlen folytatása született. 2021 szeptemberéig a Final Fantasy X sorozatból több mint 20,8 millió példányt adtak el világszerte, míg 2022 március végéig ez a szám már meghaladta a 21,1 milliót.

## Játékmenet
Ahogyan a sorozat korábbi játékaiban, a Final Fantasy X is harmadik személy nézőpontjából jelenik meg, ahol a játékosok közvetlenül irányítják a főszereplőt, Tidust, ahogy felfedezi a világot és kölcsönhatásba lép tárgyakkal és szereplőkkel. A korábbi játékoktól eltérően azonban a világ- és várostérképeket teljesen integrálták, és a városon kívüli tájat valósághűen renderelték. Tidus felfedezése során véletlenszerűen találkozik ellenségekkel. Ha ellenséggel találkozik, a környezet átmenetet tesz a körökre osztott harctérre, ahol a karakterek és az ellenségek támadásra várnak.
A Final Fantasy X játékmenete abban különbözik a korábbi Final Fantasy játékoktól, hogy nincs felülről lefelé néző világtérképe. A korábbi játékok kiterjedt területek miniatűr ábrázolását tartalmazták a városok és más különálló helyek között, amelyeket hosszú utazásokhoz használtak. A játékban szinte minden helyszín lényegében folyamatos, és soha nem tűnik el a világtérképen. A regionális kapcsolatok többnyire lineárisak, egyetlen útvonal vezet végig a játék helyszínein, bár egy léghajó a játék késői szakaszában válik elérhetővé, így a játékos gyorsabban navigálhat Spirán. A Final Fantasy X, hasonlóan a sorozat korábbi játékaihoz, számos minijátékot is magában foglal, köztük a víz alatti villámlabdát.

### Harc
A Final Fantasy X bevezeti a Conditional Turn-Based Battle (CTB) rendszert a sorozat hagyományos Active Time Battle (ATB) rendszere helyett, melyet először a Final Fantasy IV-ben alkalmaztak. Míg az ATB koncepció valós idejű elemeket tartalmaz, addig a CTB rendszer egy körökre osztott formátumot alkalmaz, amely szünetelteti a csatát minden játékos kör alatt. Ennek eredményeként a CTB kialakítása lehetővé teszi a játékosok számára, hogy időnyomás nélkül válasszanak akciót. A képernyő jobb felső sarkában található grafikus idővonal részletezi, hogy ki következik soron, és hogy a különböző műveletek miként befolyásolják a következő kör sorrendjét. A körök sorrendjét számos varázslat, tárgy és képesség befolyásolhatja, amelyek státuszhatást gyakorolnak az irányított karakterekre vagy az ellenfelekre. A játékos legfeljebb három karaktert irányíthat a csatában, bár a csererendszer lehetőséget ad arra, hogy bármikor lecserélje őket egy, az aktív csapatban nem részt vevő karakterre. A "Limit Breaks" funkció, erőteljes káros speciális támadások, "Overdrives" néven, ismét felbukkan a Final Fantasy X-ben. Ebben a megtestesülésében a legtöbb technika interaktív, és gombbevitelt igényel a hatékonyság növelése érdekében. Míg kezdetben az Overdrive-ok használhatók, ha a karakter jelentős mennyiségű sebzést kap, a játékos módosíthatja a feltételeket, hogy feloldja őket.
A Final Fantasy X átdolgozta a sorozat korábbi játékaiban alkalmazott idézési rendszert. Míg a korábbi címekben a megidézett lény érkezett, végrehajtott egy akciót, majd távozott, az X-ben szereplő "Aeonok" megjelennek, felváltják a csatacsoportot, és harcolnak a helyükön, amíg vagy az eon megnyeri a csatát, magát legyőzi, vagy el nem dobják a játékos által. Az Aeonoknak saját statisztikáik, parancsaik, speciális támadásaik, varázslataik és túlhajtásaik vannak. A játékos a játék során öt korszakot szerez a Cloister of Trials rejtvények kitöltésével; három további korszakot lehet elérni különféle mellékküldetések teljesítésével.

### Gömbháló
A sorozat korábbi játékaihoz hasonlóan a játékosok karaktereik fejlesztéséhez és erősítéséhez ellenségek legyőzésével és tárgyak megszerzésével járulhatnak hozzá, azonban a hagyományos tapasztalati pontrendszer helyett egy új rendszer, a "Sphere Grid" lépett be. Ehelyett, hogy a karakterek előre meghatározott statisztikai bónuszokat kapnának tulajdonságaik fejlődéséért a szintlépés során, minden karakter "Gömbszinteket" kap, miután elegendő képességpontot (AP) gyűjtött össze. A gömbszintek lehetővé teszik a játékosok számára, hogy haladjanak előre a Sphere Griden, amely egy előre meghatározott, összekapcsolt csomópontokból álló rács, mely különböző statisztikai és képességbónuszokat tartalmaz. "Gömbök" kerülnek ezekre a csomópontokra, feloldva a funkciójukat a választott karakter számára.
A Sphere Grid rendszer lehetővé teszi a játékosok számára, hogy teljes mértékben testre szabhassák a karaktereket, szemben a tervezett harci szerepekkel. Például Yuna, aki eredetileg Fehér Mágusként indul, fizikai erősséggé válhat, míg Auron, a kardforgató, gyógyítóvá alakítható. A játék nemzetközi és PAL verziói tartalmazzák a Sphere Grid opcionális "Expert" verzióját; ezekben a változatokban minden karakter középen kezdi a rácsot, és a játékos választhat egyedi útvonalat követésükhöz. Kompromisszumként az Expert Grid összesen kevesebb csomópontot tartalmaz, így csökken a játék során elérhető összes statisztikai frissítés.

### Blitzball
A Blitzball egy stratégiát és taktikát igénylő minijáték. Ezt a víz alatti sportot egy nagy, lebegő vízgömbben játsszák, melyet egy nagyobb közönség vesz körül. A játékos egy karaktert irányít, miközben átúszik a gömböt, passzokat ad, szereléseket hajt végre, és gólszerzési kísérleteket tesz. A játékmenet hasonló a főjátékhoz abban a tekintetben, hogy az irányított karakter végighalad a területen, amíg találkozik egy ellenféllel, aki ebben az esetben a másik csapat tagja. A minijáték során az állapoteffektusok is megjelennek, mivel minden játékos elsajátíthat olyan technikákat, amelyek azonosak a főjáték képességeivel.
A Blitzball a játék elején kerül bemutatásra az egyik korai filmjelenetben, amelyben Tidus, a főszereplő, akit sztárjátékosként írnak le, egy intenzív játékban vesz részt. Ez az egyetlen minijáték, amely kulcsszerepet játszik a teljes cselekményvonalban, mivel Tidus karakterének fontos része, és az első jelenetben látható, ahol a játék fő antagonistája, a Sin megjelenik. A többi minijátékkal ellentétben a villámlabdázás kötelező a játék kezdetén, de később opcionális.

## Fejlesztés
A Final Fantasy X fejlesztése 1999-ben kezdődött, és körülbelül 4 milliárd jenbe (körülbelül 56,7 millió dollárba, 2022-ben) került, több mint 100 fős csapattal, akik közül a legtöbben korábban a sorozat más részein dolgoztak. Hironobu Sakaguchi, az ügyvezető producer, kifejezte aggodalmát a 2D háttérekről a 3D-re való áttérés, a hangszínészkedés és a valós idejű történetmesélés miatt, azonban elmondta, hogy a Final Fantasy sorozat sikere részben a fejlesztőcsapat folyamatos kihívásoknak való rugalmas alkalmazkodásának köszönhető. Yoshinori Kitase a Final Fantasy X főrendezője volt, míg az események, a térképek és a csaták irányítását Motomu Toriyama, Takayoshi Nakazato és Toshiro Tsuchida végezte. A játék forgatókönyvének kidolgozása három-négy hónapot vett igénybe, majd ugyanennyi időt szántak a hangfelvételre. Tetsuya Nomura és Kazushige Nojima Daisuke Watanabe, Toriyama és Kitase társaságában közreműködött a Final Fantasy X forgatókönyvének megírásában. Nojima különös figyelmet fordított arra, hogy kapcsolatot teremtsen a játékos és a főszereplő között. Ezért a történetet úgy alakították ki, hogy a játékos előrehaladása a világban és ezzel kapcsolatos ismeretei tükröződjenek Tidus saját megértésében és elbeszélésében.
A Square Enix kísérőkönyve, a Final Fantasy Ultimania Archive Volume III. szerint a "17 SEVEN TEEN" egy ideiglenes cím volt a Final Fantasy X korai fejlesztési szakaszában. A "17 SEVEN TEEN" jelentősen eltért a végső verziótól: a főhős, aki Tidusra hasonlított, világot járt be, hogy gyógymódot találjon egy olyan járványra, amely tizenhét éves koruk után embereket ölt meg. Ezt az elkerülhetetlen halálmotívumot később áthozták Yuna idézői sorsára.

### Befolyások

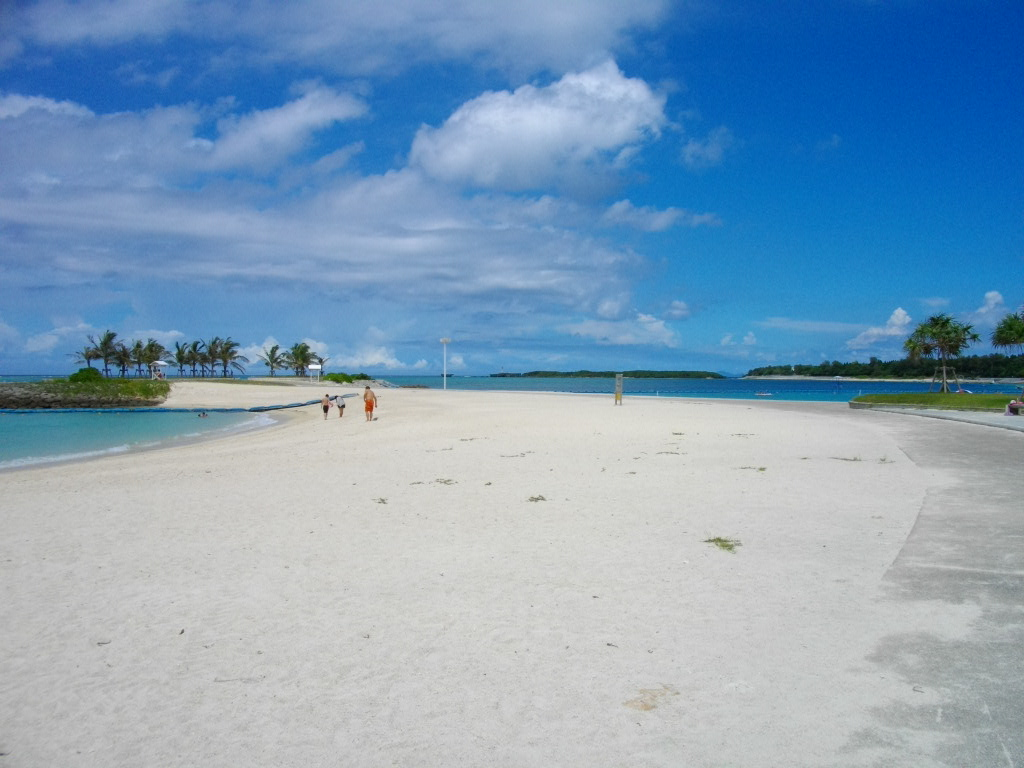
A fejlesztőcsapat célja az volt, hogy trópusi hangulatot adjon a játéknak, és a játék helyszínét, a Spirát olyan helyszínekre alapozva, mint például a dél-japán Okinawa

A karaktertervező Tetsuya Nomura a Csendes-óceán déli részét, Thaiföldet és Japánt jelölte meg Spira kulturális és földrajzi kialakításának fő befolyásaként, különös tekintettel a déli Besaid- és Kilika-szigetek földrajzi elhelyezkedésére. Elmondta, hogy a Spira szándékosan eltér a korábbi Final Fantasy játékok világától a beépített részletgazdagság szempontjából, amit a tervezési folyamat során tudatosan fenntartott. Kitase úgy érezte, hogy ha a környezet a középkori európai fantáziavilág felé hajolna, az nem segítene a fejlesztőcsapat előrehaladásában. Miközben különböző világkörnyezeteket fontolgattak, Nojima azt javasolta, hogy vegyenek be ázsiai elemeket a fantáziavilágba.
Az alkarakterek főtervezője, Fumi Nakashima arra törekedett, hogy a különböző régiókból és kultúrákból származó karakterek sajátos jellegzetességeket viseljenek öltözködési stílusukban, hogy gyorsan és könnyen azonosíthatók legyenek a megfelelő alcsoportjuk tagjaiként. Például azt mondta, hogy az Al Bhed maszkjai és védőszemüvegei "furcsa és különc" megjelenést kölcsönöznek a csoportnak, míg a Ronso öltözéke azt kölcsönzi nekik, hogy könnyen harcba szálljanak. Nojima szerint eredetileg Tidust vízvezeték-szerelőnek tervezték, hogy illeszkedjen a játékban használt víz alatti témákhoz, de később villámlabda sportolóvá változtatták, így megkülönböztették karakterét a Final Fantasy korábbi főszereplőitől; Tidus végső ruházata még mindig az eredeti vízvezeték-szerelő jellegzetességeit tartalmazta, amelyeket számára terveztek.
Tidus apjával, Jechttel való kapcsolata „korszakok történetein, például az ókori görög legendákon alapult”. Ez végül felfedi Bűn gyengeségének és végső vereségének kulcsát. Auronnak az volt a célja, hogy csendben legyen a játék során, de megszólaltatott karakterré vált, ahogy kidolgozták a Guardian történetét Tidus és Yuna között. Bár a Final Fantasy X eredetileg a Tidus és Yuna közötti kapcsolatra összpontosított, Jecht karakterét és a fiával való viszályát később a játék elkészítésekor hozzáadták, hogy jobban összpontosítson arra, hogy az apa és a fia miként gyakorolnak nagyobb hatást a játékban. Inkább Spira története, mint a szerelmespár. Kitase megindítóbbnak találta a Tidus és Jecht közötti történetet, mint a Tidus és Yuna közötti történetet.

### Tervezés

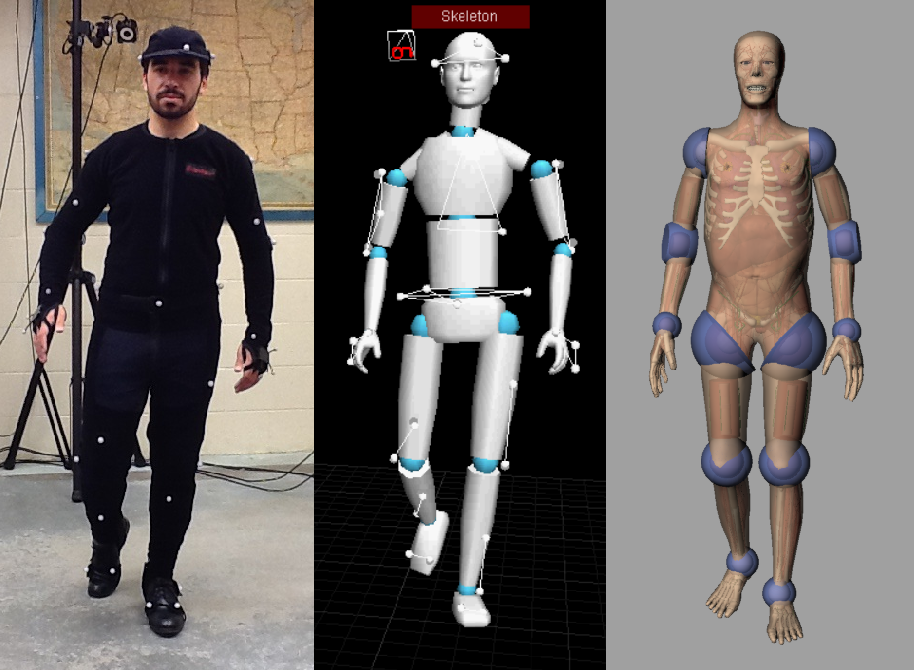
A Final Fantasy X ehhez a képhez hasonló mozgásrögzítést használt karakteranimációkhoz

A Final Fantasy X újításokat tartalmaz a karakterek arckifejezéseinek megjelenítésében, amelyet mozgásrögzítés és csontváz-animációs technológia révén értek el. Ez a technológia lehetővé tette az animátorok számára, hogy valósághű ajakmozgásokat hozzanak létre, amelyeket aztán úgy programoztak, hogy illeszkedjenek a játék hangszereplőinek beszédéhez.
A Tidus és Yuna csókolózás jelenetét a Visual Works, a Square Enix leányvállalata fejlesztette ki. Az animátorok közül sok nem rendelkezett tapasztalattal romantikus jelenetek terén – Kazuyuki Ikumori, a Visual Works igazgatója elmondta, hogy az animátorok visszajelzéseket kértek a Square Enix fiatalabb munkatársaitól, valamint a női személyzet tagjaitól. A jelenetet többször újraforgatták, miután érkeztek olyan vélemények, hogy a korábbi változatok "természetellenesek" és "nem hihetőek".
Nojima elárulta, hogy a szinkronjáték bevonása lehetővé tette számára, hogy az érzelmeket erősebben fejezze ki, mint korábban, és ezáltal meg tudta tartani a történet egyszerűségét. Azt is elmondta, hogy a szinkronszínészek jelenléte arra ösztönözte, hogy különböző változtatásokat hajtson végre a forgatókönyvön, hogy a szinkronszínészek személyiségét az általuk alakított karakterekhez igazítsa. A hangfelvétel azonban nehézségekbe ütközött. Mivel a játék snittjeit már a japán hangmunka köré tervezték, az angol lokalizációs csapatnak meg kellett küzdenie az angol párbeszéd kialakításának kihívásaival, valamint a módosított szövegezés nehézségeivel, amikor az illeszkedett a karakterek ajkainak mozgásához és időzítéséhez. Alexander O. Smith, a lokalizációs szakértő, megjegyezte, hogy a honosított hangfájlt az eredeti japán nyelven kellett tartaniuk, mivel a hosszabb fájlok miatt a játék összeomlott volna. A természetes hangzású angol beszéd játékba illesztésének folyamatát úgy jellemezte, mintha "négy-öt filmnyi dialógust írnának le teljesen haiku formában [és] természetesen a színészeknek ezen korlátok között kellett teljesíteniük, és jól kellett viselkedniük".
A játék kezdetben online elemeket tartalmazott, melyeket a Square PlayOnline szolgáltatásán keresztül biztosítottak. Ezeket a funkciókat a gyártás során kihagyták, és az online játékok csak a Final Fantasy XI -ig váltak a sorozat részévé. A térkép rendezője, Nakazato, egy hagyományos Final Fantasy játéknál valósághűbb világtérkép-koncepciót kívánt megvalósítani, összhangban a játék 3D hátterének valósághűségével, ellentétben az előre renderelt hátterekkel. Shintaro Takai, a Battle art igazgatója kifejtette, hogy szándéka az volt a Final Fantasy X-ben, hogy a csaták a történet természetes részeként jelenjenek meg, és ne önálló elemként. A funkciók magukba foglalták volna a tereptérképen látható vándor ellenségeket, a zökkenőmentes átmeneteket a csatákba, valamint a lehetőséget, hogy a játékosok mozogjanak a tájon az ellenséges találkozások során. A hardveres korlátok azonban azt eredményezték, hogy ezeket az ötleteket nem használták fel. Ehelyett kompromisszumot kötöttek, ahol a tereptérképről a csatatérképre történő átmenetek viszonylag zökkenőmentesek lettek, a mozgásos elmosódás effektus megvalósításával, amely egy eseményjelenet végén következne be. A zökkenőmentes átmenetek iránti vágy a játékban látott új idézési rendszer megvalósításához is vezetett.
Mint a Final Fantasy sorozat játékosaként, Tsuchida, a csatarendező, azokat az elemeket szerette volna újra létrehozni, amelyek érdekesek vagy szórakoztatóak voltak számára. Ez végül az Active Time Battle rendszer eltávolításához vezetett, és helyette bevezette a stratégia-központú feltételes körökön alapuló Harcrendszert. Kitase elmagyarázta, hogy a Sphere Grid mögötti cél az volt, hogy interaktív eszközt biztosítson a játékosoknak karaktereik tulajdonságainak növelésére, így közvetlenül nyomon követhetik ezeknek a tulajdonságoknak a fejlődését. A játék fejlesztése során Nojiima kriptográfiáról olvasott, és így hozott létre eszközöket az Al Bhed nyelv dekódolására a játékban, bár az eredeti terveknél egyszerűbben valósította meg.

### Zene
A Final Fantasy X az első olyan alkalom volt, amikor a sorozat szokásos zeneszerzője, Nobuo Uematsu, bármilyen segítséget nyújtott a fő sorozat egyik játékának partitúrájának létrehozásában. Az X zeneszerzői Masashi Hamauzu és Junya Nakano voltak. A filmzene kiválasztásánál figyelembe vették azt a tényt, hogy képesek voltak eltérő zenét alkotni Uematsu stílusától, ugyanakkor együtt tudtak működni. A PlayOnline.com először fedte fel, hogy a játék főcímdala 2000 novemberében elkészült. Mivel a Square még mindig nem hozta nyilvánosságra, ki az énekes, a GameSpot személyesen megkérdezte Uematsut, aki viccesen azt válaszolta, hogy Rod Stewart lesz az.
A játék három dalt tartalmaz vokalizált elemekkel, köztük a "Suteki da ne" J-pop balladát, ami azt jelenti, hogy "Nem csodálatos?". A szöveget Kazushige Nojima írta, a zenét pedig Uematsu. A dalt Rikki japán folkénekes adja elő, akivel a zenei csapat olyan énekest keresett, akinek a zenéje tükrözi az okinawai hangulatot. A "Suteki da ne" japánul is elhangzik a Final Fantasy X angol verziójában. Ahogyan a "Eyes on Me" a VIII-ból és a "Melodies of Life" a IX-ből, a "Suteki da ne" hangszerelt változata a befejező téma részeként szerepel. A többi szöveges dal közé tartozik a heavy metal nyitótéma, az "Otherworld", melyet Bill Muir angolul énekel; valamint a "Hymn of the Fayth", egy visszatérő darab, amit japán szótagadással énekelnek.
Az eredeti filmzene 91 számot tartalmazott négy lemezen. Elsőként 2001. augusztus 1-jén jelent meg Japánban a DigiCube gondozásában, majd 2004. május 10-én a Square Enix adta ki újra. 2002-ben a Tokyopop kiadta Észak-Amerikában a Final Fantasy X Official Soundtrack címmel, amely egy lemezen 17 számot tartalmazott az eredeti albumról. További kapcsolódó CD-k közé tartozik a feel/Go dream: Yuna & Tidus, amely Japánban a DigiCube gondozásában jelent meg 2001. október 11-én, és Tidus és Yuna karakterein alapuló számokat tartalmazott. A Piano Collections A Final Fantasy X, egy másik zenegyűjtemény a játékból,  és a Final Fantasy X Vocal Collection, exkluzív karakterpárbeszédekből és dalokból álló válogatás 2002-ben jelent meg Japánban.
A Nobuo Uematsu vezette Black Mages, amely a Final Fantasy videojátékok zenéjét rockzenei stílusban hangszereli, három darabot készített a Final Fantasy X-ből. Ezek közé tartozik a "Fight With Seymour", amely a 2003-ban kiadott saját albumukon található, valamint az "Otherworld" és a "The Skies Above", mindkettő megtalálható a 2004-ben megjelent The Skies Above albumon. Uematsu továbbra is előad bizonyos darabjait a Dear Friends: Music from Final Fantasy című koncertsorozatában. A Final Fantasy X zenei anyaga számos hivatalos koncerten és élő albumon is megjelent, mint például a 20020220 Music from Final Fantasy, amely egy zenekar élő felvétele a sorozatból, beleértve a játék több darabját is. Érdekes megjegyzés, hogy a blitzball-szekvenciákhoz Tracy Young által készített kiadatlan/promóciós CD-R (hangszeres) változatát használták Madonna "What It Feels Like For A Girl" című dalából. Emellett a "Swing de Chocobo"-t a Stockholmi Királyi Filharmonikus Zenekar adta elő a távoli világokhoz – Zene a Final Fantasy koncertkörútjáról, míg a "Zanarkand"-ot a New Japan Philharmonic Orchestra adta elő a Tour de Japonban: Zene a következőtől: Final Fantasy koncertsorozatban. Független, de hivatalosan engedélyezett Final Fantasy X zenei kiadásokat olyan csoportok alkottak, mint a Project Majestic Mix, amely a videojáték-zenék hangszerelésére összpontosít. A válogatás megjelent japán remixalbumokon (dojin music) és angol remixekkel foglalkozó webhelyeken is.

## Verziók és áruk
A Final Fantasy X japán verziója egy további lemezt tartalmazott "The Other Side of Final Fantasy" címmel, mely interjúkat, storyboardokat és előzeteseket tartalmazott a Blue Wing Blitz, a Kingdom Hearts és a Final Fantasy: The Spirits Within című filmekhez, valamint az első felvételt a Final Fantasy XI Online-ról. A játék nemzetközi változata Japánban Final Fantasy X International címen jelent meg 2002 januárjában, a PAL régiókban pedig az eredeti címmel. Olyan tartalmakat tartalmaz, amelyek az eredeti NTSC kiadásokban nem elérhetők, beleértve a játék eonjainak „Dark” verzióival vívott csatákat és a „Penance” szuperfőnökkel vívott léghajóharcot. A Final Fantasy X a Greatest Hits címmel jelent meg Észak-Amerikában 2003 szeptemberében. A Final Fantasy X International japán kiadása tartalmazza az "Eternal Calm"-ot is, egy 14 perces videoklipet, amely összeköti a Final Fantasy X történetét a folytatása, a Final Fantasy X-2 történetével. A videoklip az Unlimited Saga Collector's Edition bónusz DVD-jén szerepelt "Eternal Calm, Final Fantasy X-2: Prologue" címen. Európában először 2003. október 31-én adták ki, és angol szinkronhangokat tartalmazott.
A Beyond Final Fantasy című bónusz DVD megtalálható az nemzetközi és a PAL verziók között, mely interjúkat tartalmaz a játék fejlesztőivel és a játék két angol szinkronszínészével, James Arnold Taylorral (Tidus) és Hedy Burresszel (Yuna). Ezen a lemezen továbbá szerepelnek a Final Fantasy X és a Kingdom Hearts előzetesei, a játék koncepciója és promóciós művészeti galériája, valamint a Rikki által előadott "Suteki da ne" című videoklip. 2005-ben Japánban megjelent a Final Fantasy X/X-2 Ultimate Box, amely egy válogatást tartalmaz a Final Fantasy X és X-2 játékokból.
A Square különféle típusú termékeket és számos könyvet is kiadott, köztük a The Art of Final Fantasy X-et és három Ultimania kalauzt, a DigiCube által Japánban kiadott művészeti könyvek/stratégiai útmutatók sorozatát. Ezek az eredeti alkotásokat tartalmazzák a Final Fantasy X-ből, részletes játékmenetet kínálnak, kibővítik a játék történetének számos aspektusát, és számos interjút tartalmaznak a játék tervezőivel. A sorozatban három könyv található: Final Fantasy X Scenario Ultimania, Final Fantasy X Battle Ultimania és Final Fantasy X Ultimania Ω. A játék újra kiadásra került a Final Fantasy 25th Anniversary Ultimate Box kiadás keretében 2012 decemberében.

### HD Remaster
A Final Fantasy X újra megjelent nagy felbontásban a PlayStation 3-ra és a PlayStation Vitára, az eredeti játék 10 éves évfordulójának alkalmából. A remaster Japánban 2013 decemberében jelent meg, más piacokon pedig a következő év márciusában. A remaster gyártása 2012 januárjában kezdődött, és a producer, Yoshinori Kitase, ismét részt vett a gyártásban, szem előtt tartva a minőséget. A karakterek, mint például Tidus, Yuna, Bahamut és Yojimbo, HD minőségben lettek bemutatva. A remaster tartalmazza az X-2 folytatását is, amelyet HD-ben újra készítettek, és a Final Fantasy X/X-2 HD Remaster címmel egyetlen Blu-ray lemezen jelent meg. A japán Vita játékkazetták külön-külön kaphatók voltak, míg Észak-Amerikában, Európában és Ausztráliában egy készletben, az FFX egy kazettán, az FFX-2 pedig egy letöltési utalvány formájában. Mindkét rendszerhez elérhetőek voltak letölthető verziók. A játékok tartalmazzák a nemzetközi verzióban található összes tartalmat, beleértve az "Eternal Calm"-et és a "Last Mission"-t is.
A Final Fantasy X/X-2 HD Remaster 2015 májusában jelent meg világszerte PlayStation 4-re. A kiadás tartalmazza a fejlesztett grafikát full HD-ben (1080p), az eredeti hangfájlokra való váltás lehetőségét és a mentési fájlok átvitelének opcióját a PS3 és PS Vita verziókról. Egy évvel később, május 16-án adták ki Windowsra a Steamen keresztül. A Windows változat automatikus mentési funkciót, 5 játékbeli erősítést, 3 paraméter-módosítást, az FMV-k (mozifilmek) kihagyásának lehetőségét, 4K felbontást támogatást, hang- és grafikai beállításokat tartalmaz. A Nintendo Switch és az Xbox One verziója 2019. április 16-án látott napvilágot.

## Fogadtatás
| Összegzőoldal | Értékelés |
| ------------- | --------- |
| Metacritic    | 92/100    |

| Szerző         | Értékelés |
| -------------- | --------- |
| Eurogamer      | 9/10      |
| Famicú         | 39/40     |
| Game Informer  | 9.75/10   |
| GamePro        | 5/5       |
| GameRevolution | A-        |
| GameSpot       | 9.3/10    |
| GameSpy        | [ 6 ]     |
| IGN            | 9.5/10    |

| Szerző | Díj             |
| ------ | --------------- |
|        | Best Game Award |

A Final Fantasy X kritikai elismeréseket kapott a videojáték-kritikusoktól. A japán Famitsu videojáték-magazin és a Famitsu PS2 majdnem tökéletes, 39/40-es pontszámmal értékelte a játékot. Egy másik japán játékmagazin, a The Play Station 29/30 pontot adott a játékra. A Famitsu, a Famitsu PS2 és a The Play Station különösen kedvező válaszokat fogalmazott meg a játék történetével, grafikájával és filmjeivel kapcsolatban. A játék a Metacriticen 100-ból 92 pontot ért el. A producer, Shinji Hashimoto, kifejtette, hogy a játék általános fogadtatása "kiváló" volt, és a kritikusok elismeréseket és díjakat kaptak érte.
Az IGN David Smith elismeréssel szólt a szinkronszínészek teljesítményéről és a játékmenet újításairól, különösen a felülvizsgált csata és idézési rendszerekről, a csapattagok csata közbeni cseréjének lehetőségéről, valamint a karakterfejlesztő és készletkezelő rendszerekről. Smith úgy érezte, hogy a játék grafikája minden lehetséges módon javult az elődeihez képest, és hogy a játék egésze "a sorozat legjobban kinéző játéka [és] vitathatatlanul a legjobban játszott is". Greg Kasavin, a GameSpot munkatársa dicsérte a játék történetét, amit meglepően bonyolultnak nevezett, a befejezést kielégítőnek találta, és értékelte, hogy a játék elkerüli a szerepjátékos kliséket, különösen Tidust vonzó főszereplőjének tekintve. A zenét is dicsérte, mondván, hogy „sokszínű és jól illeszkedik a játék különböző jeleneteihez”. A GamePro hasonlóan jellemezte a karakterfejlesztő rendszert és harcrendszert, mint "a sorozat két legjobb újítását". A GameSpy Raymond Padilla dicsérte a játék látványvilágát, amit "csúcskategóriásnak" nevezett, és elismerte a karaktermodellek, a hátterek, a jelenetek és az animációk minőségét. A hangcastingot a Game Revolution dicsérte, megjegyezve, hogy legtöbbjük "átlagon felüli" volt, és "gazdag"-nak nevezte a zenét.
Az Edge lényegesen alacsonyabb értékelést adott a játéknak, kifogásolva számos aspektusát, amelyeket fárasztónak és újítás nélkülinek találtak, és a párbeszédet "hányingert keltőnek" minősítették, különösen Tidus karakterének kritizálásával. Andrew Reiner, a Game Informer munkatársa kifogásolta a játék linearitását, és azt, hogy a játékosoknak már nem volt lehetőségük felfedezni a világot csokoládéval vagy irányítani a léghajót. Az Eurogamer Tom Bramwell megjegyezte, hogy a játék kirakós szegmensei „lehangolóak” és „feleslegesek”, valamint bírálta, hogy bár a Sphere Grid „szép érintés”, túl sok helyet foglalt el a játékból. A GamePro pozitívan értékelte a játék linearitását, kijelentve, hogy a játékosnak nem kell mellékküldetéseken vagy minijátékokon részt vennie ahhoz, hogy a játék végkifejletét elérje, és néhányat ezek közül nem találtak vonzónak. A Game Revolution panaszkodott, hogy a jeleneteket nem lehet kihagyni, és néhányuk túl hosszú is.

### Értékesítés
A Square kezdetben azt tervezte, hogy a játék világszerte legalább kétmillió példányban fog elkelni, figyelembe véve a PlayStation 2 korlátozott rajongótáborát, és így kisebb eladásokra számított, mint az előző három kiadott játéknál. A japán megjelenést követő első napon azonban több mint 2,14 millió példányt szállítottak ki, beleértve 1,4-1,5 millió előrendelést. Az első órákban egymillió példány talált gazdára, és az első napi szállítások becsült árbevétele várhatóan ¥17,6 milliárd vagy $145,000,000 volt. Ezek a számok meghaladták a Final Fantasy VII és IX hasonló időszaki teljesítményét, és a Final Fantasy X lett az első PlayStation 2 játék, amely elérte a két- és négymillió eladott példányt. 2007 októberére a játék a PlayStation 2 legkelendőbb nyolcadik játékává vált. A Final Fantasy X csak Japánban több mint 2,43 millió példányban kelt el 2001-ben.
2002 júniusáig világszerte összesen 5,07 millió példányban kelt el, ebből 2,76 millió Ázsia-Csendes-óceáni térségben, 1,47 millió Észak-Amerikában és 840 000 darab Európában. 2003 márciusáig a játékból világszerte összesen 5,89 millió példányt adtak el, ebből 2,87 millió Japánban és 3,02 millió külföldön. 2004 januárjára a globális értékesítés elérte a 6,6 millió példányt. 2006 júliusáig további 2,3 millió példány talált gazdára, és az Egyesült Államokban 95 millió dolláros bevételt generált (2022-ben 138 millió dollár). A Next Generation a 11. legkelendőbb játéknak minősítette azok között, amelyeket 2000 januárja és 2006 júliusa között indítottak el PlayStation 2, Xbox vagy GameCube platformokon az Egyesült Államokban. 2013 márciusáig világszerte több mint 8,5 millió példányban adták ki a játékot PS2-re. 2017-ig a játék PS2-es verziója több mint 8 millió példányban kelt el globálisan.
A játék "Ultimate Hits" akciós újrakiadásából 2005 szeptemberében Japánban több mint 131 000 példány kelt el 2006 végéig. 2013 októberéig a Final Fantasy X és a folytatása, az X-2 együttesen több mint 14 millió példányban talált gazdára világszerte PlayStation 2 platformon.

### Díjak
A Final Fantasy X megkapta a Japan Game Awards 2001–2002 legjobb játék díját. A GameSpot 2001-es "Legjobb és Legrosszabb Díja"-ban a hetedik helyet szerezte meg az "Év 10 legjobb videojátéka" kategóriában, és elnyerte a "Legjobb történet" és a "Legjobb szerepjáték" díjat. A játék a 2002-es Golden Joystick Awards díjátadón a PlayStation 2 Az év játéka díjra is jelölték, de a Grand Theft Auto III ellen veszített. A Famitsu magazin olvasói 2006 elején minden idők legjobb játékának választották. A Final Fantasy X 2007-ben az IGN „Minden idők 25 legjobb PS2-játéka” listáján az ötödik, „Minden idők legjobb 10 legjobb megjelenésű PS2-játéka” listáján a hatodik helyet érte el. A GameSpy hasonló listáján a játék a 21. helyet szerezte meg. Az 1UP.com a befejezés alatti kinyilatkoztatást a harmadik legnagyobb videojáték spoilerként sorolta fel, míg az IGN a befejezést az ötödik legjobb előre renderelt jelenetnek minősítette. Az IGN által 2006-ban készített Reader's Choice szerint a 60. legjobb videojáték közé sorolták. A Gamasutra be is nevezte a 20 nélkülözhetetlen japán szerepjáték közé. A Game Informer ' Minden idők legjobb 200 játéka" listáján a 43. helyezést érte el. 2004-ben a Final Fantasy X a GameFAQs valaha készült egyik legjobb játékaként szerepelt, míg 2005 novemberében a 12. "legjobb játéknak" választották. A sorozat általános áttekintésében a GamesRadar és az IGN is a Final Fantasy X-et a negyedik legjobb játék közé sorolta. A 2003-as 6. Interactive Achievement Awards díjátadón a „Kiemelkedő animációs teljesítmény” és az „Év konzolszerepjátéka” kategóriában jelölték. A GameFaqs olvasói 2001-ben az év játékának is megszavazták. 2008-ban a Dengeki magazin olvasói a valaha készült második legjobb játéknak választották. Famitsu és Dengeki szavazásán minden idők legtöbb könnyeket kiváltó első helyre szavazták meg. Tidus és Yuna egyaránt népszerű karakterek voltak a játékokban személyiségük és romantikus kapcsolatuk miatt.

## Örökség

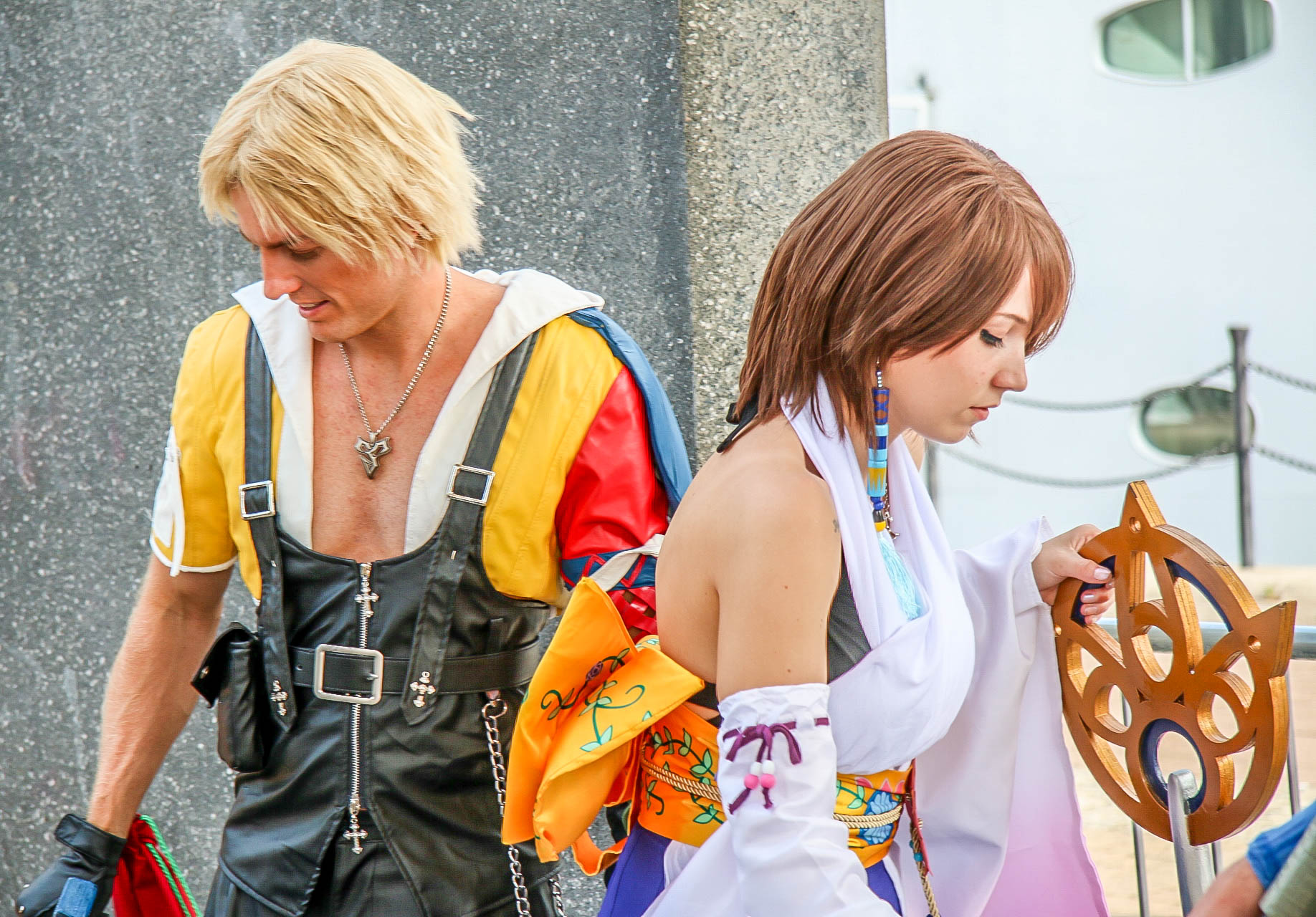
A Final Fantasy X sikere kultuszhoz vezetett, ahol sok ember játszotta a főszereplőket

A kereskedelmi és kritikai sikerének köszönhetően a Square Enix 2003-ban kiadta a Final Fantasy X közvetlen folytatását, Final Fantasy X-2 címmel. A folytatás két évvel a Final Fantasy X befejezése után játszódik, új konfliktusokat és dilemmákat vet fel, és megoldja az eredeti játék által hagyott laza pontokat. Bár a folytatás nem kelt el olyan jól, mint az eredeti, 5,4 millió darab a több mint 8 millió darabhoz képest, mégis kereskedelmi sikernek tekinthető. A cím népszerűsége miatt Yoshinori Kitase és Kazushige Nojima úgy döntöttek, hogy cselekményhez kapcsolódó kapcsolatot hoznak létre a Final Fantasy X és a Final Fantasy VII között, amely egy másik jól fogadott Final Fantasy játék. 2013-ban, a HD Remaster megjelenése után Nojima azt mondta, hogy szívesen látna X második folytatását, és ha lenne rá kereslet, megtörténhet. A blitzball minijáték más játékokba is bekerült, például a folytatásába, és lehetőségként említették a Final Fantasy XIV: A Realm Reborn számára.
A Final Fantasy X-szel elért valósághű érzelmek megszólaltatása és részletgazdag arckifejezései révén elért előrelépések azóta a sorozat alapelemeivé váltak, az X-2-vel és más későbbi címekkel (például Dirge of Cerberus: Final Fantasy VII, Final Fantasy XII, XIII és folytatásai, valamint XV) szintén ezt a fejlesztést tartalmazza. A valós idejű 3D-s környezetek bejárása a túlvilágtérkép helyett szintén a sorozat szabványává vált. A Final Fantasy X úttörőnek tekinthető a 3D RPG-térképek terén. Az FFX Sphere Grid rendszere hatással volt a Path of Exile (2013) akció-szerepjátékra, valamint a Final Fantasy VII Materia rendszere.
A Square Enix producere, Shinji Hashimoto szerint a karakterek cosplayei népszerűek voltak. Takeo Kujiraoka, a Dissidia Final Fantasy NT igazgatója a Final Fantasy X-et a kedvenc játékának tekintette a franchise-ból a játékosokra gyakorolt érzelmi hatása, valamint a többszörösen játszható tartalom miatt, amely meghaladja a 100 órát. Kujiraoka megjegyezte, hogy a stáb több alkalommal is kérést kapott a rajongóktól, hogy Tidus és Yuna Will-ét alternatív dizájnként tegyék bele, de Nomura szerint ez nem lehetséges, mivel a cégnek először ki kell fejlesztenie a Final Fantasy X-3-at.
Ezen kívül a játék történetének kabuki színpadi adaptációja, a Kinoshita Group bemutatja a Square Enix és a Tokyo Broadcasting System együttműködésében készült New Kabuki Final Fantasy X-et. A produkciót 2023. március 4. és április 12. között állították színpadra az IHI Stage Around Tokyo színházban, olyan szereplőkkel, mint Kikunosuke Onoe Tidusként és Yonekichi Nakamura Yuna szerepében.

## Fordítás
Ez a szócikk részben vagy egészben  a   Final Fantasy X című angol Wikipédia-szócikk ezen változatának fordításán alapul.  Az eredeti cikk szerkesztőit annak laptörténete sorolja fel. Ez a jelzés csupán a megfogalmazás eredetét és a szerzői jogokat jelzi, nem szolgál a cikkben szereplő információk forrásmegjelöléseként.